# Antonie Christiany
Antonie Christiany, geborene Antonie Wunsch (* 1812 in Hannover; † um 1865) war eine deutsche Theaterschauspielerin, Opernsängerin (Sopran).

## Leben
Kaum 16 Jahre alt, wurde sie, von Franz Ignaz von Holbein und Heinrich Marschner vorbereitet, in Hannover zuerst für Chor- und kleine Gesangspartien engagiert.
Von 1829 bis 1831 war sie als Soubrette und als Schauspielerin am Hoftheater von Braunschweig und kam von dort nach Dessau.
Die Gesellschaft dieses Theaters unternahm wiederholt Gastspielreisen. Auf einer solchen lernte sie in Altenburg den herzoglichen Oberleutnant Christiany kennen, welchen sie 1834 in Altona heiratete.
1835 wirkte sie am Hoftheater von Kassel, von 1836 bis 1838 am Stadttheater von Hamburg, von 1838 bis 1839 am Opernhaus von Lemberg sowie am Theater an der Wien, von 1840 bis 1841 am Stadttheater von Würzburg und von 1841 bis 1842 als Gast am Stadttheater von Chemnitz.
Sie trat auch gastierend in Amsterdam (1839), Kopenhagen und Helsinki auf.
Ihre großen Bühnenpartien für die Oper waren die „Zerline“ im Don Giovanni, das „Ännchen“ im Freischütz, die „Jenny“ in La dame blanche von François-Adrien Boieldieu, die „Madeleine“ im Postillon de Lonjumeau von Adam.
Sie soll in den 1860er Jahren plötzlich verstorben sein.